# Parocneria detrita
Parocneria detrita är en fjärilsart som beskrevs av Eugen Johann Christoph Esper 1785. Parocneria detrita ingår i släktet Parocneria och familjen tofsspinnare. Inga underarter finns listade i Catalogue of Life.